# Окчай
Окчай (на английски: Okchai) е северноамериканско индианско племе, част от Крикската конфедерация, което през 18 век живее в Алабама. Градът Окчай тогава се намира на западния бряг на река Куса, малко над сливането и с река Талапуса. До 1738 г. една част от окчай напускат основния град и се местят на Киалага Крийк. Други изглежда остават в стария си град, тъй като се споменават през 1761 г. След оттеглянето на французите през 1763 г. окчай се смесват с останалите крики. Една група се споменава сред семинолите през 1778 г. След отстраняването на криките в Оклахома, окчай се установяват в южната част на новата територия.

## Произход и език
Произходът на окчай е доста неясен. Смята се, че са дошли от другаде и се присъединяват към криките за по-голяма защита, бягайки от други враждебни индианци. За този чужд произход няма никакви доказателства, както и доказателства за оригиналния им език. Възможно е първоначално да говорят мускогски диалект свързан с езика чакато, но с течение на времето те го заменят с крикския език.

## Подразделения
Освен Окчай и няколко други селища са произлезли от този град. Най-старото от тях е Тлотлогулга (Тлатлогалга), намиращо се на малък поток, вливащ се в река Талапуса. Жителите на този град стават известни като индианците Фиш Понд, име което често се прилага за всички окчай.
Друг град, Асиланаби е основан по-късно от хора от Тлотлогулга. Известни са имената на още три техни селища: Почусе Хатчи (Поткас Хатчи) – на Хатчет Крийк, Талса Хатчи и Цаки Лако.